# Juan-Fernández-Rücken

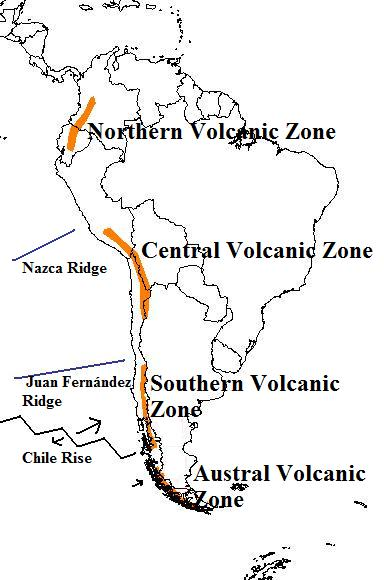
Karte der Vulkanbögen in den Anden und der subduzierten Strukturen, die den Vulkanismus beeinflussen

Der Juan-Fernández-Rücken (spanisch Dorsal de Juan Fernández) ist eine Kette vulkanischer Inseln und Tiefseeberge auf der Nazca-Platte. Er verläuft in west-östlicher Richtung vom Juan-Fernández-Hotspot bis zum Atacamagraben auf 33° S bei Valparaíso. Die Juan-Fernández-Inseln sind die einzigen Tiefseeberge, die die Oberfläche erreichen.
Man geht davon aus, dass die Subduktion des Rückens unter Südamerika die Entstehung der Pampa-Flachplatte und die damit verbundene tektonische Deformation im Landesinneren sowie eine verringerte magmatische Aktivität verursacht hat.